# Dreamsnake
Dreamsnake é um romance de ficção científica da escritora americana Vonda N. McIntyre lançado em 1978. Esta é uma expansão de seu romance de 1973 intitulado Of Mist, and Grass, and Sand, na qual ela ganhou seu primeiro prêmio Nebula. A história se passa na Terra após um holocausto nuclear. A personagem principal, Snake, é uma curandeira que usa serpentes geneticamente modificadas para curar doenças — considerada uma "serpente dos sonhos" (em inglês: Dreamsnake) alienígena, cujo veneno dá aos pacientes terminais sonhos agradáveis. A obra destaca Snake enquanto ela procura substituir sua serpente dos sonhos após sua morte.
O livro é considerado um exemplo de ficção científica da segunda onda do feminismo. McIntyre subverteu as narrativas convencionais de gênero, isto é, ao reescrever uma típica busca heroica para colocar uma mulher como protagonista da história, e também ao usar dispositivos como evitar pronomes de gênero para desafiar as expectativas sobre identidades de gênero dos personagens. Dreamsnake também explorou paradigmas sociais e sexuais de uma perspectiva feminista, com temas de cura e interação intercultural.
O romance foi bem recebido pela crítica, ganhando o Prêmio Nebula de 1978, o Prêmio Hugo em 1979, e o Prêmio Locus Poll de 1979. A força e a autossuficiência de Snake como protagonista foram notadas por vários comentaristas. Os revisores também elogiaram a escrita de McIntyre e os temas do livro. A acadêmica Diane Wood afirmou que Dreamsnake teve "o potencial da ficção científica para produzir prazer estético através da experimentação com códigos linguísticos e culturais", e a autora Ursula K. Le Guin definiu "um livro como um riacho de montanha — rápido, limpo, claro, emocionante, bonito".

## Antecedentes e contexto
Em 1971, Vonda N. McIntyre, então moradora de Seattle, montou a oficina de escritores Clarion West, que ela ajudou a manter em 1973. Uma das instrutoras da oficina foi Ursula K. Le Guin. Durante uma sessão de workshop em 1972, uma das tarefas era criar uma história a partir de duas palavras escolhidas aleatoriamente, uma pastoral e outra relacionada à tecnologia. O esforço de McIntyre tornaria seu conto de 1973 intitulado Of Mist, and Grass, and Sand. Essa história foi desenvolvida em Dreamsnake, e utilizada sem modificações para o primeiro capítulo do romance, que também incorporou outra duas peças de McIntyre: The Broken Dome e The Serpent's Death, ambas publicadas em 1978. Dreamsnake, o segundo romance de McIntyre, foi lançado pela editora Houghton Mifflin em 1978 e a capa do livro teve ilustração de Stephen Alexander.
A história se passa após um holocausto nuclear que "destruiu todos que sabiam ou se importavam com as razões pelas quais isso aconteceu". A maioria das espécies animais são extintas, as regiões do planeta são radioativas e o céu está escondido pela poeira. A sociedade humana é definida como existente, em que o jornalista Sam Jordison descreve como "tribalismo de baixa tecnologia": o personagem Arevin, por exemplo, nunca viu um livro. A única exceção disso é uma cidade intitulada Center, que possui tecnologia sofisticada e está em contato com outros planetas, mas que possui uma estrutura rigidamente hierárquica e não permite a entrada de estranhos. A cidade também serviu como cenário para o primeiro romance de McIntyre, The Exile Waiting (1975). A protagonista de Dreamsnake é Snake, uma curandeira que usa o veneno de serpente em seu estabelecimento. Ela viaja com três serpentes geneticamente modificadas; uma cascavel, chamada Sand, uma cobra, chamada Mist, e uma "serpente dos sonhos" chamada Grass, esta veio de um mundo alienígena, e que alivia a dor de pacientes terminais, deixando-os sonhar.

## Sinopse
O romance começa com Snake chegando a uma tribo nômade para tratar um menino, Stavin, que tem um tumor. Enquanto sua cobra Mist fabrica um antídoto em suas glândulas de veneno, ela deixa Grass, a serpente dos sonhos, com Stavin para ajudá-lo a dormir. Um dos nômades, Arevin, ajuda Snake a controlar Mist enquanto a cobra sofre convulsões durante a noite, apesar do terror que as serpentes exercem sobre seu povo. Ela retorna a Stavin pela manhã para descobrir que seus pais feriram mortalmente Grass, com medo de que ele machucasse o menino. Apesar de sua raiva, ela permite que Mist morda Stavin e injete o antídoto. O líder dos nômades pede desculpas a Snake, e Arevin pede que ela fique com eles, mas Snake explica que ela precisa de uma serpente dos sonhos para seu trabalho e deve voltar para casa e pedir uma nova. Ela expressa medo de que os outros curandeiros peguem suas serpentes e a expulsem. Quando ela sai, Arevin pede que ela volte algum dia.
Snake se encontra num oásis, onde ela é convidada a ajudar Jesse, uma mulher que se machucou ao cair de um cavalo. A parceira de Jesse, Merideth, leva Snake para o acampamento, deixando a bagagem de Snake no oásis. Snake observa que Jesse quebrou sua coluna, deixando-a paralisada, algo que Snake não pode curar. Merideth e Alex, um terceiro parceiro, convencem Jesse de que deveriam retornar ao Center, local onde Jesse reside, na esperança de que os forasteiros possam ajudá-la. Vagando perto do acampamento, Snake vê o corpo do cavalo de Jesse e percebe que a área que caiu é radioativa; Jesse ficou lá tempo suficiente para ter envenenamento fatal por radiação. Snake se oferece para deixar Mist morder Jesse e aliviar sua dor; Jesse aceita, e Merideth e Alex se despedem. Antes de morrer, Jesse diz a Snake que sua família está em dívida com Snake e poderia ajudá-la a conseguir outra serpente dos sonhos de outro planeta.
De volta ao oásis, Snake detecta que alguém vasculhou seus pertences e roubou seu diário. Grum, um líder de caravana que também acampou lá, diz que foi obra de um "louco". Um dos nômades, Arevin, decide ir atrás de Snake. Snake atravessa o deserto ocidental até a cidade de Mountainside, onde o filho do prefeito, Gabriel, pede que ela cure o prefeito. Enquanto fica com eles, Snake convida Gabriel para dormir com ela. Depois que ele expressa hesitação, ela percebe que ele engravidou uma amiga como consequência de ter sido ensinado incorretamente o chamado "autocontrole", e que isso levou a um relacionamento difícil com seu pai. Ela diz que ele ainda pode aprender, e sugere que encontre um professor diferente quando deixar Mountainside, como ele pretende fazer.
Enquanto verifica seus cavalos, Snake conhece Melissa, uma garota com o rosto gravemente queimado que ajuda o chefe do estábulo, que leva o crédito por seu trabalho. Suas cicatrizes a tornam autoconsciente de sua aparência em uma cidade de pessoas bonitas. Pouco depois, Snake é atacada a caminho da casa do prefeito por um homem que ela assume ser o louco. Mais tarde, descobre que Melissa foi abusada fisicamente e sexualmente pelo chefe do estábulo, e usa esse conhecimento para convencer o prefeito a libertá-la. Melissa acompanha Snake como sua filha adotiva quando Snake parte para o Center. Snake explica a ela que as serpentes dos sonhos são muito raras, e que os curandeiros não encontraram uma maneira de fazê-las procriar. Enquanto isso, Arevin chega à residência do curandeiro ao norte de Mountainside, mas ele é informado de que Snake não está lá, e vai ao sul para encontrá-la. Em Mountainside, ele é brevemente detido por suspeita de ter sido o agressor de Snake, mas é liberado.
Snake e Melissa atravessam o deserto oriental e chegam ao Center, mas são afastadas, como todos os emissários anteriores dos curandeiros. Logo depois que voltam para as montanhas, elas são atacadas novamente pelo homem louco, que exige a serpente dos sonhos, e desmaia ao saber que a serpente está morta. Posteriormente, Snake descobre que ele é viciado no veneno da serpente dos sonhos. Snake faz com que Melissa a leve para uma comunidade cujo líder, North, possui várias serpentes dos sonhos, e ocasionalmente permite que seus seguidores sejam mordidos por elas como recompensa. A comunidade vive em uma "cúpula quebrada", uma relíquia de uma civilização passada. North, que guarda rancor de todos os curandeiros, coloca Snake num grande e frio poço cheio de serpentes dos sonhos. No poço, Snake percebe que o frio intenso traz a maturidade das serpentes dos sonhos, e elas se reproduzem em trigêmeos, em vez dos sexos pareados da Terra. Sua imunidade ao veneno permite que ela sobreviva ao poço e, eventualmente, saia. Enquanto os colegas de North estão em coma induzido pelo veneno, ela encontra Melissa igualmente em coma e foge com ela com um saco de serpentes dos sonhos. Ela é recebida por Arevin, que ajuda Melissa a se recuperar.

## Estrutura temática
Dreamsnake é considerado um exemplo da segunda onda do feminismo na ficção científica, que foi amplamente dedicado a aventuras masculinas antes de um gênero fictício ser escrito por mulheres nas décadas de 1960 e 1970, subvertendo as narrativas tradicionais. McIntyre usa o cenário pós-apocalíptico para explorar uma variedade de estruturas sociais e paradigmas sexuais de uma perspectiva feminista. Ao atribuir o desejo feminino como um lugar de destaque, ela explora os papéis sociais de gênero nas comunidades que Snake visita. Como nos livros posteriores de McIntyre, Starfarers, as mulheres são retratadas em muitas posições de liderança. O arquétipo de uma busca heroica é reescrito: a figura central é uma mulher, e os desafios enfrentados exigem cura e cuidado, ao invés de força, para serem superados. Um padrão fictício tradicional de um herói sendo perseguido, ou esperado por uma amante, é invertido, pois Arevin segue Snake, que recebe seu apoio, mas não precisa de resgate. As expectativas de gênero também são subvertidas pelo personagem Merideth, cujo gênero nunca é divulgado, uma vez que McIntyre evita completamente o uso de pronomes de gênero, criando assim uma "construção feminista" ao sugerir que o caráter e as habilidades de uma pessoa são mais importantes do que seu gênero. Os personagens são frequentemente apresentados com referência à sua profissão e, posteriormente, são revelados como mulheres, potencialmente subvertendo as expectativas dos leitores.
As temáticas feministas do livro também estão relacionadas a uma exploração da cura e da totalidade, de acordo com a acadêmica Inge-Lise Paulsen. Snake é uma curandeira profissional, ostensivamente se encaixando no estereótipo de uma mulher carinhosa, mas McIntyre a descreve como alguém que é uma curandeira porque foi treinada para ser e porque foi uma escolha ética, não pela consequência de sua feminilidade. Embora ela encontre uma família ao conhecer Arevin e Melissa, não é aí que Snake busca sua "realização final como mulher": sua trajetória bem sucedida no final da história vem da sua descoberta dos hábitos de reprodução das serpentes dos sonhos. O amor é descrito como insuficiente para um relacionamento; Arevin deve aprender a confiar na força de Snake e resistir à tentação de protegê-la. O ideal de respeito mútuo também se mostra na estrutura utópica da sociedade nômade. Os nômades respeitam o livre arbítrio individual, ao contrário das pessoas da cidade, que se isolam do mundo pelo desejo de se proteger. Paulsen vê isso como uma tendência cultural típica do patriarcado, e escreve que a descrição de McIntyre de uma necessidade ética de totalidade e uma compreensão das conexões entre as facetas da sociedade também é encontrada no trabalho de Le Guin e na obra de Doris Lessing, intitulado Canopus in Argos.

Duas serpentes enroladas em torno de um caduceu costumam ser uma referência da medicina. As serpentes da curandeira em Dreamsnake invocam este símbolo

Em Dreamsnake, McIntyre usa uma linguagem que transmite significados complexos e múltiplos, desafiando assim os leitores a se envolverem profundamente. O nome de Snake e as serpentes que ela usa invocam imagens extraídas da religião e da mitologia. Por exemplo, os médicos modernos nos Estados Unidos usam um caduceu, ou bastão com serpentes entrelaçadas, como emblema: na mitologia grega, o caduceu é o símbolo de Hermes e significa que este é seu portador do conhecimento divino. As serpentes têm outros significados simbólicos, como a morte e o rejuvenescimento. Eles são um motivo recorrente na ficção, sendo retratados em papéis e formas amplamente variados. Sua associação simbólica com veneno e cura, por exemplo, conecta o protagonista de McIntyre a Esculápio, o Deus romano da cura, que carrega uma vara entrelaçada com uma serpente. Esses significados duplos são ilustrados pela serpente dos sonhos Grass, que na história é uma ferramenta poderosa para a curandeira, ao mesmo tempo em que é um objeto de medo para o povo do deserto. O uso de serpentes por Snake joga com o mito bíblico de Gênesis, invertendo-o para que a mulher controle as serpentes. A representação de Center, um lugar de tecnologia sofisticada que se separou do resto da sociedade, está associada a uma exploração da relação entre "centro e margens, dentro e fora, eu e outro" que também se encontra em The Exile Waiting and Superluminal, de McIntyre (1983). Center exibe uma ordem social rígida; em contrapartida, a mudança social ocorre fora, nas margens da sociedade, e o Center, apesar do nome, torna-se irrelevante.
Dreamsnake, juntamente com grande parte do trabalho de McIntyre, também explora os efeitos da liberdade e da prisão. Muitos de seus personagens tentam se libertar de grilhões de vários tipos, incluindo limitações psicológicas auto-impostas, os desafios criados por enfermidades físicas ou aparência e opressão por outros humanos. Snake encontra duas escravas libertas que trabalham para o prefeito de Mountainside, que as libertaram proibindo a escravidão em sua cidade. Uma traz um anel no calcanhar como relíquia da escravidão; quando Snake afirma que poderia removê-lo, ela fica muito feliz, embora o processo arrisque aleijá-la. O outro é livre, mas se sente obrigado a servir a todos os caprichos do prefeito por gratidão. Melissa é deficiente de forma diferente: por causa de suas queimaduras, em uma sociedade que julga as pessoas por sua aparência física, ela leva uma existência oculta. Outros personagens que estão presos de alguma forma como North, cujo gigantismo incurável levou a uma raiva psicótica constante; o "louco", preso pelo vício; Gabriel, envergonhado por seu fracasso em controlar sua fertilidade; e Arevin, que se sente preso pela responsabilidade familiar.
A interação entre os códigos culturais é um tema recorrente em Dreamsnake, às vezes apresentando duplo sentido, como quando Snake e Arevin discutem o termo "amigo", ao qual Arevin atribui maior significado, ou na oferta figurativa de ajuda que os montanheses usam para oferecer um relacionamento sexual. A relutância inicial de Arevin em compartilhar seu nome com Snake, e sua explicação sobre o que "amigo" significa para ele mostra a desconfiança profundamente enraizada de seu povo em relação a estranhos; e quando ele sai, procura explicar aos curandeiros os fatores culturais que resultaram na morte de Grass. Os preconceitos culturais também impedem a capacidade dos curandeiros de entender a biologia alienígena das serpentes dos sonhos. Seu conhecimento da biologia da Terra os leva a supor, erroneamente, que as criaturas se acasalam aos pares; apenas as circunstâncias de Snake permitem que ela descubra que eles são triploides. A narrativa, portanto, argumenta que a aceitação da diferença pode levar ao crescimento e à mudança.

## Caracterização
Vários críticos destacaram a forte protagonista feminina de Dreamsnake. A centralidade de Snake no livro permite que McIntyre explore o gênero como seu tema central e subverta os clichês de gênero: Snake, como muitas das protagonistas de McIntyre, é uma mulher assertiva em um papel tradicionalmente masculino, embora seja uma curandeira, em vez de um herói masculino arquetípico. A maioria dos personagens masculinos em Dreamsnake são retratados em uma luz negativa, como com o prefeito de Mountainside, o mestre abusivo do estábulo, ou North; Arevin, que é "suave e persistente", está em segundo plano durante a maior parte do livro.
Orson Scott Card descreveu a personagem de Snake como autossuficiente: ela resolveu seus próprios problemas e subverteu a expectativa de que seria resgatada no final do romance. Para Card, Snake tem muito em comum com o Lone Ranger, melhorando a vida das pessoas com "amor e compreensão": ela imuniza o povo de Grum, resgata Melissa e ajuda Gabriel a superar sua incapacidade de controlar sua fertilidade, um "problema hediondo" na sua vida social. A acadêmica Sarah LeFanu descreve Snake como uma versão "mais velha e mais sábia" de Mischa, a protagonista de The Exile Waiting, que luta contra muitas adversidades antes de escapar da cidade de Center. Snake é descrita como "corajosa, leal e inteligente", com um forte desejo de justiça e uma natureza gentil.
A acadêmica Carolyn Wendell escreve que Snake é mais capaz de fazer suas próprias escolhas do que muitos dos outros personagens de Dreamsnake. Sua liberdade lhe dá maior responsabilidade e permite que ela liberte outros, como Gabriel e Melissa. Enquanto explora sua sexualidade, Snake também retém mais livre arbítrio do que é típico para personagens femininas do gênero. De acordo com Lefanu, através da atividade sexual de Snake, e da política sexual do livro de forma mais geral, McIntyre sugere que no mundo de Dreamsnake, é "possível ser mulher e ser totalmente humano". O personagem de Snake foi descrita como um exemplo de reivindicação feminista do arquétipo de uma bruxa: uma pessoa evitada pela sociedade patriarcal, redesenhada como uma imagem do poder feminino.

## Prêmios e repercussão
Dreamsnake foi destaque em diversos prêmios, sendo que na categoria de 'Melhor Romance', ganhou o Prêmio Nebula de 1978, o Prêmio Hugo de 1979 e o Prêmio Locus Poll de 1979. Além disso, a obra também foi vencedora no Pacific Northwest Booksellers' Award, e foi indicada para o Prêmio Ditmar de 1979 de 'Melhor Ficção Internacional'. Em 1995, Dreamsnake foi colocada na lista final do Prêmio Retrospectivo James Tiptree. "Of Mist, and Grass, and Sand" ganhou a McIntyre seu primeiro Prêmio Nebula, de melhor romance em 1974, assim como, ter sido indicada ao Prêmio Hugo na mesma categoria, e o Prêmio Locus de Melhor Ficção Curta. Em 1980, o livro foi indicado ao American Book Awards. Dreamsnake foi identificado como parte de uma onda de ficção especulativa feminista que surgiu na década de 1970 e estabeleceu a posição de autoras femininas em um campo onde elas foram marginalizadas. Este corpo de trabalho incluiu escritos por Le Guin, Kate Wilhelm e James Tiptree Jr.
O modelo de escrita de McIntyre foi destacada por vários revisores de textos. O Santa Cruz Sentinel descreveu o livro como uma "história verdadeiramente hipnotizante"; enquanto Sally Estes da American Library Association o chamou de "empolgante"; já o Cincinnati Enquirer definiu como um dos "romances poéticos mais sensíveis do ano". Le Guin elogiou Dreamsnake, descrevendo-o como "um livro como um riacho de montanha — rápido, limpo, claro, emocionante, bonito". Escrevendo em 2011, ela detalhou: "Dreamsnake é produzido em uma prosa clara e rápida, com passagens de ambientes breves e liricamente intensas que levam o leitor direto para seu mundo desértico meio familiar e meio estranho, e belas descrições dos personagens, como pelas mudanças de estado emocional e de humor." Em 1981, o acadêmico de ficção científica, Marshall Tymn, comentou que foi a "autenticidade poeticamente negociável" da aventura de Snake que tornou o livro um sucesso, e que foi um trabalho duradouro entre aqueles que ganharam prêmios Hugo e Nebula. Uma crítica de 2012 no periódico britânico The Guardian, chamou-o de "livro desafiador e inquietante", e disse que o mundo ficcional de McIntyre foi "desenhado habilmente".
Os temas, a simbologia e uso da linguagem em Dreamsnake também atraíram comentários. A acadêmica Diane Wood disse que o romance mostrou "o potencial da ficção científica para produzir prazer estético através da experimentação com códigos linguísticos e culturais". Wood também elogiou o tema de comunicação entre culturas de McIntyre, afirmando que seu estilo e "caracterização vívida" fortaleceram sua mensagem de "maior compaixão e compreensão" e tornaram o "romance ricamente texturizado", considerado um prazer de leitura. O acadêmico Gary Wesfahl comparou, favoravelmente, a representação das serpentes de McIntyre com a de outras obras de ficção especulativa, descrevendo Dreamsnake como o "ponto alto" em representações de relacionamentos fictícios entre serpentes e humanos. Card também destacou a autossuficiência do personagem de Snake, e acrescentou que McIntyre conseguiu unir uma "história superficialmente episódica" e criou um "mundo vicioso, mas bonito", com personagens bem desenhados.
Alguns revisores comentaram sobre o comprimento e a estrutura do romance, e fizeram comparações variavelmente favoráveis com "Of Mist, and Grass, and Sand". Uma resenha do Charlotte Observer criticou Dreamsnake, dizendo que nada substancial ocorreu em grande parte do livro, e que era "um exemplo de por que mesmo os contos excelentes não deveriam ser expandidos para romances", enquanto Estes também comentou que havia "perdeu um pouco da sutileza" do conto original. Outros revisores comentaram negativamente sobre as breves aparições de Arevin na história, como sendo desnecessárias. Wendell escreveu em 1982 que o dispositivo era uma inversão de um tropo ficcional usual, e que esses revisores podem ter ficado desconfortáveis com uma protagonista feminina resolvendo suas dificuldades por conta própria. Brian Stableford comentou que Dreamsnake tinha "pouco em termos de enredo", mas que a história não dependia do enredo para sua eficácia; ele o descreveu como um "romance de experiência", escrito com "muito pensamento e sinceridade", e muito legível. Card alegou que, inicialmente, estava empolgado quanto a expansão de "Of Mist, and Grass, and Sand", que ele chamou de "gema perfeitamente polida". Posteriormente, criticou algumas passagens, como a caracterização de Melissa como sentimental; e outros como se arrastando por muito tempo, mas disse que, em última análise, não desejava que o livro terminasse.